# Bombay Beach
Bombay Beach es un lugar designado por el censo ubicado en el condado de Imperial en el estado estadounidense de California. En el año 2000 tenía una población de 366 habitantes y una densidad poblacional de 140.8 personas por km². 

## Historia
En los años 1950 vivió una época de cierto auge turístico y Frank Sinatra llegó a actuar la localidad. Posteriormente, en el enclave se han rodado varias películas de zombis. Actualmente, posee un cementerio que coches que hace las veces de cine y un jardín de esculturas "brut", hechas con materiales de desecho. En los últimos años, un grupo de artistas venidos de LA, encabezados por el fotógrafo Tao Ruspoli, han creado un festival en el enclave, la Biennal de Bombay Beach; en el festival de 2018 lograron reunir a 3.000 asistentes. La localidad se encuentra a algo más de tres horas de Los Ángeles.

## Geografía
Bombay Beach se encuentra a orillas del Salton Sea, que surgió en 1905, fruto de una pifia de ingeniería, al tratar de desviar las aguas del río Colorado. Se trata de un lago artificial que contiene metales pesados y que se está secando, con peligro de contaminar el área circundante. Se ubica en las coordenadas 33°21′03″N 115°43′47″O / 33.35083, -115.72972. Según la Oficina del Censo, la ciudad tiene un área total de 2,6 km² (1 mi²), de la cual 2,6 km² (1 mi²) es tierra y 0 km² (0 mi²) (0.0%) es agua. Se encuentra a 68m bajo el nivel del mar, siendo el pueblo más bajo de todos los EE. UU.

## Demografía
Según la Oficina del Censo en 2000 los ingresos medios por hogar en la localidad eran de $17,708, y los ingresos medios por familia eran $19,511. Los hombres tenían unos ingresos medios de $31,250 frente a los $14,213 para las mujeres. La renta per cápita para la localidad era de $10,535. Alrededor del 27.8% de la población estaban por debajo del umbral de pobreza.

## Residentes célebres
- Florian-Ayala Fauna, artista